# Роберт Зубрін
Роберт Зубрін(англ. Robert Zubrin; нар. 5 квітня 1952) — аерокосмічний інженер, письменник зі Сполучених Штатів. Засновник-ініціатор так званого Марсіанського товариства. Доктор наук.

## Життєпис
Мав нагороду за свій перший патент в 20 років (1970). Як письменник дебютував в студентські роки. Бакалавр наук університету Рочестера (1974). Магістр аеронавтики та астронавтики (1986).
Теоретик космічних досліджень, автор низки концепцій для космічних двигунів. Працював в приватній фірмі Martin Marietta, де обіймав посаду головного інженера.
В 2008 році став засновником нової фірми з відділком досліджень зі збільшення видобутку нафти з малим чи середнім вмістом нафти в нафтоносних ґрунтах. Штаб-квартира фірми розташована в місті Лейквуд, штат Колорадо.
Відомий як теоретик і пропагандист ідеї колонізації планети Марс. Ідея базується на концепції мати запасну планету для землян на випадок екологічної чи масштабної техногенної катастрофи, на випадок зіткнення Землі з завеликим астероїдом, що вже мало трагічне місце в історії нашої планети.
Розчарування у власних очікуваннях і відсутність зацікавленості в ідеях колонізації Марса з боку уряду Сполучених Штатів спонукало Роберта Зубріна до активної діяльності на індивідуальних засадах. Так, він заснував Марсіанське товариство, мета якого — розробка теоретичних програм щодо політу на Марс, технологій отримання кисню, питної води та джерел енергії для проживання на Марсі і повернення на Землю. Товариство охоче приймає приватні гроші на розробку цих ідей. Серед концепцій розробників — терраформінг, тобто перетворення Марса на планету з атмосферою на кшталт земної, принадної для подальшої колонізації землянами.
Експериментальним майданчиком для перевірки теоретичних тез розробників та навичок людської поведінки в екстремальних умовах може бути Антарктида. Континент ніким не заселений і поки що нікому з держав не належить. Хоча там великі обсяги льоду як джерела питної води та риби і диких тварин як джерела їжі, чого не буде на Марсі. Експериментальний модуль в Антарктиді розробниками Роберта Зубріна вже створено.

## Друковані твори
- Vixens of Alpha Centuri (1974)
- The Case for Mars: The Plan to Settle the Red Planet and Why We Must (1996)
- Entering Space: Creating a Spacefaring Civilization (1999)
- First Landing (2001)
- The Holy Land (2003).
- Mars On Earth: The Adventures of Space Pioneers in the High Arctic (2003).
- Benedict Arnold: A Drama of the American Revolution in Five Acts (2005).
- Energy Victory: Winning the War on Terror by Breaking Free of Oil (2007).
- How to Live on Mars (2008).
- Merchants of Despair: Radical Environmentalists, Criminal Pseudo-Scientists, and the Fatal Cult of Antihumanism (2011)